# СБК „Дунав“ Русе 2016
СБК „Дунав“ Русе 2016 е български баскетболен клуб от град Русе, създаден през 1947 г. Отборите играят мачовете си в зала „Дунав“, която е с капацитет от 1200 места.
Мъжкият отбор се класира на трето място в А група – регион Изток през сезон 2024/25.

## БК „Дунав“ Русе – Мъже
Мъжкият отбор се подвизава с името „Дунав 2007“ играе във втория ешелон на Българското баскетболно първенство. Дунав Русе няма значителни баскетболни успехи.

## БК „Дунав“ Русе – Жени
Дамският отбор се казва БК „Дунав 8806“ (Предишни имена „Дунав Еконт“ и „Дунав“ и също се състезава в елитната дивизия. Той е участник в елитната дивизия А1.
Успехите на ЖБК Дунав – Русе:
- Шампион:
  -  2008, 2012, 2013, 2014, 2015
- Купа:
  -  2010, 2011, 2012, 2013

Приятелски турнири:
- Турнир „Русчукъ“:
  -  2007, 2008, 2011, 2012, 2013, 2014